# Норма Форд Вокер
Но́рма Форд Во́кер (англ. Norma Ford Walker; 3 вересня 1893 , Сент-Томас, Онтаріо  — 9 серпня 1968 , Торонто ) ― канадійська науковиця, що проклала шлях розвитку медичної генетики як галузі наукових досліджень. Хоч Вокер починала свою кар'єру як ентомолог, і вивчала зоологію безхребетних у Торонтському університеті, у 1930-х роках її зацікавила медична генетика, через що вона пізніше досліджувала генопатологію тоді широко коментованих п'яти близнят Діон. 
Вона була оригінальним членом-засновником Американського товариства генетики людини, з 1947 до 1962 працювала першою директоркою Відділу генетики тодішньої лікарні для хворих дітей у Торонто.
Норма Форд Вокер була палкою оборонницею жінок у науці, під її наглядом чимало жінок стали першими призначеними керівницями відділів генетики людини у багатьох канадійських університетах.
Її плідна академічна кар'єра — і в генетиці людини, і в ентомології — протривала шість десятиріч. 1958 року Вокер була обрана членом Королівського товариства Канади.

## Життєпис
Норма Генрієтта Карсвелл Форд народилася 3 вересня 1893 року у Сент-Томасі, Онтаріо, у родині В. Форда та Марґарет Генрієтти Дайк. 1914 року вона отримала ступінь бакалавра мистецтв у Торонтському університеті, а 1923 ― ступінь доктора філософії, під керівництвом Едмунда Мертона Вокера. Перед тим, як захистити докторський ступінь, у пізніх 1910-х роках Норма викладала біологію у жіночих групах. Протягом 1920-х років вона читатиме лекції з біології, здоров'я та генетики людини для різноманітної жіночої авдиторії, зокрема для дівчат з гайдівського руху.
На початках Форд вивчала зоологію безхребетних, і на додаток до дипломної роботи (завершена 1923 р.), вона опублікувала кілька робіт з фізіології та поведінки грилоблатидів та заплювницевої мухи, Wohlfahrtia. 1937 року Форд, полишивши ентомологію, стала очільницею дослідження, метою якого було визначити, чи дійсно п'ятеро близнят Діон були генетично тотожними. 1943 року вийшла заміж за свого колишнього наукового керівника Едмунда Вокера.
Норма Форд Вокер зробила цінний внесок у генетику людини та стала всесвітньо відомим експертом з питань багатонароджености. Вона стала першою людиною, що застосувала дерматогліфіку для діагностики синдрому Дауна.
Вокер навчала генетики Олівера Смітіза й разом з ним продемонструвала, що типи гаптоглобіну дістаються у спадок.
1966 року за наукові досягнення їй було надано почесний ступінь в Університеті Квінз, Кінгстон.